# 鄭寅笑
鄭 寅笑（チョン・インソ、朝鮮語: 정인소、1907年11月11日または1908年 - 1977年8月21日または8月27日）は、日本統治時代の朝鮮の独立運動家、大韓民国の大学教員、政治家。第5代韓国国会議員。本貫は東萊鄭氏。キリスト教徒。

## 経歴
ソウルまたは忠北陰城出身。大阪府立中学校、北京外国語専門学校世界語科、九州帝国大学（現・九州大学）法文学部政経科、ピープル大学大学院博士課程修了（文学博士）。若い頃は民族解放運動をしたため、当局の特別高等要視察人とされ、128回も検束投獄に遭った。特に世界語普及および禁酒・禁煙・阿片・公娼・蓄接などの廃止運動で活躍し、私財で愛の世界社、国際禁酒同盟、韓国世界語総連盟を設立し総裁を務めた。朝鮮行政査察官、万国世界語学士院員、国学大学教授、国民大学教授、プランパッサ大学学長、国際雄弁大学学長、清州大学校大学院長、新生活日報社理事長などを務めた。1961年の国会議員の補欠選挙で当選したが、5・16軍事クーデターの発生により議員宣誓もできずに失職した。その後は世界連邦韓国協会会長を務めた。
1977年8月21日、ソウル大附属病院で糖尿病性昏睡により死去。享年70。